# Тимофеевское (Устюженский район)
Тимофеевское — деревня в Устюженском районе Вологодской области.
Входит в состав Сошневского сельского поселения, с точки зрения административно-территориального деления — в Сошневский сельсовет.
Расстояние по автодороге до районного центра Устюжны — 7 км, до центра муниципального образования деревни Соболево — 1 км. Ближайшие населённые пункты — Раменье, Соболево, Раменье.
Население по данным переписи 2002 года — 11 человек.